# 撇脂定价法
撇脂定价法是指在产品生命周期的最初阶段，把产品的价格定得很高，隨著時間的推移，再逐步降低價格使新產品進入彈性大的市場，以取得最大的利润，就像从牛奶中撇去奶油。在以下情况下可采用撇脂定价：市场有足够的购买者，他们的需求缺乏弹性，即使把价格定的很高，市场需求也不会大量减少。
最常見的案例為科技產品，科技產品在最具獨創性的上市初期階段暂时没有竞争对手推出同样的产品，本企业的产品具有明显的差别化优势，所以用高價販售還是有相當多買方願意買單。

## 条件
实施撇脂定价的条件：
1. 市场上存在一批购买力很强、并且对价格不敏感的消费者；
2. 这样的一批消费者的数量足够多，企业有厚利可图；
3. 暂时没有竞争对手推出同样的产品，本企业的产品具有明显的差别化优势；
4. 当有竞争对手加入时，本企业有能力转换定价方法，通过提高性价比来提高竞争力；
5. 本企业的品牌在市场上有传统的影响力。

在上述条件具备的情况下，企业就应该采取撇脂定价的方法。此定价方法，普遍运用于奢侈品行业。

## 资料来源
1. 中国高校自考委员会。
2. 《定价》--卢强